# Amaranthus thevenoei
Amaranthus thevenoei är en amarantväxtart som beskrevs av Árpád von Degen och Albert Thellung. Amaranthus thevenoei ingår i släktet amaranter, och familjen amarantväxter. Inga underarter finns listade i Catalogue of Life.